# Лизогубовский сельский совет (Харьковская область)
Лизогубовский сельский совет — входит в состав Харьковского района Харьковской области Украины.
Административный центр сельского совета находится в селе Лизогубовка
.

## История
- 1923 — дата образования.

## Населённые пункты совета
- село Лизогубовка
- село Кирсаново
- село Темновка
- село Хмаровка
- село Шубино